# Пироарсенат свинца(II)
Пироарсенат свинца(II) — неорганическое соединение,
соль свинца и пиромышьяковой кислоты
с формулой Pb2As2O7,
бесцветные или жёлтые кристаллы,
не растворяется в воде.

## Получение
- Образуется при нагревании гидроортоарсената свинца(II):

{\displaystyle {\mathsf {2PbHAsO_{4}\ {\xrightarrow {400^{o}C}}\ Pb_{2}As_{2}O_{7}+H_{2}O}}}

## Физические свойства
Пироарсенат свинца(II) образует бесцветные или жёлтые кристаллы
триклинной сингонии, пространственная группа P 1, параметры ячейки a = 0,686 нм, b = 0,713 нм, c = 1,293 нм, α = 99,02°, β = 91,17°, γ = 89,80°, Z = 4
.
Не растворяется в воде.